# 永安桥 (斜塘)
31°16′46.4″N 120°43′19.3″E / 31.279556°N 120.722028°E
永安桥，又名西泾桥，是江苏省苏州市一座建于1443年的三孔石板桥。桥梁位于苏州工业园区斜塘街道境内的独墅湖高教区。永安桥呈南北向，为三孔石梁桥，跨度26米，中孔宽4米，桥面宽2.5米，使用条石榫接而成。桥身两侧有如意纹，正中有“永安桥”三字阳刻，北侧桥柱有“大明癸亥正统八年季春重建”题刻。桥梁于2002年10月与南侧的斜塘土地庙一同列入江苏省文物保护单位。